# قلعه چپولتپک
قلعه چپولتپک  (اسپانیایی: Castillo de Chapultepec‎) در بالای تپه چپولتپک واقع شده‌است. نام چپولتپک از زبان نائوتل Nahuatl که زبان مردم بومی مکزیک می‌باشد مشتق شده و به معنای «در تپه ملخ» می‌باشد. قلعه دارای چنان مناظر و تراس‌های بی‌نظیری است که مورخ جیمز اف. الونت دربارهٔ آن نوشت: «هیچ زیبایی در دنیا نمی‌تواند وی را بیشتر از این تحت تأثیر قرار دهد.» این شهر در وسط پارک چپولتپک در مکزیکوسیتی در ارتفاع ۲۳۲۵ متر (۷،۶۲۸ فوت) بالاتر از سطح دریا واقع شده‌است. موقعیت مکانی این تپه در گذشته مکان مقدس برای آزتک‌ها بوده‌است همچنین ساختمان‌های بالای آن در طول تاریخ به منظور اهداف مختلفی از قبیل انبار باروت، آکادمی نظامی سلطنتی، اقامت ریاست جمهوری و رصدخانه مورد استفاده قرار گرفته‌است و در حال حاضر محل موزه ملی تاریخ می‌باشد.
این بنا، تنها قلعه سلطنتی در آمریکا است. این کاخ از سال ۱۸۶۴ تا ۱۸۶۷ مقر رسمی امپراتور ماکسیمیلیان اول و ملکه کارلوتا بود. در سال ۱۸۸۲، رئیس‌جمهور مانوئل گونزالس آن را محل اقامت رسمی رئیس‌جمهور اعلام کرد. فقط با چند مورد استثناء تمام رؤسای جمهور تا سال ۱۹۳۹ این قلعه را به عنوان محل سکونت خود انتخاب کردند تا در نهایت رئیس‌جمهور لزرو کردنس آن را به یک موزه تبدیل کرد.

## دوره استعمار
در سال ۱۷۸۵ برناردو دِ گالوز(Bernardo de Gálvez)، رهبر نیروی نظامی اسپانیا که به عنوان فرماندار مستعمراتی در لوئیزیانا و کوبا به خدمت گرفته شد و بعدها نایب‌السلطنه اسپانیا شد، دستور داد تا ساختمان بزرگی برای محل اقامتش در بلندترین نقطه تپه چپولتپک بسازند. فرانسیسکو بامبیتلی، ستوان ارتش و مهندس اسپانیایی، طرح اولیه را کشید و در ۱۶ اوت همان سال شروع به ساخت کرد.
پس از عزیمت بامبی به هاوانا، کاپیتان مانوئل آگوستین ماسکارو هدایت این پروژه را بر عهده گرفت و در طول مدت تصدی‌اش، کارها با سرعت زیادی انجام شد. سپس ماسکارو به ساخت قلعه‌ای به قصد شورش علیه تاج و تخت اسپانیا از آن مکان متهم شد. برناردو گالوز، نایب‌السلطنه، به‌طور ناگهانی در ۸ نوامبر ۱۷۸۶ درگذشت و گمانه‌زنی‌هایی مبنی بر اینکه وی مسموم شده‌است وجود داشت. اما هیچ مدرکی برای اثبات این ادعا یافت نشد.
در شرایط نبود شخصی مناسب به عنوان مهندس ارشد در جهت ادامه پروژه، ولیعهد اسپانیا دستور داد که این ساختمان به قیمت یک پنجم مبلغی که برای ساخت آن هزینه شده‌بود به حراج گذاشته شود. پس از این‌که هیچ خریدار مناسبی برای عمارت پیدا نشد، خوان وینسنت د گومز، ساختمان را به عنوان بایگانی عمومی پادشاهی اسپانیا را در نظر گرفت اما این ایده هم نیز موفقیت‌آمیز نبود.
الکساندر فون هومبولت در سال ۱۸۰۳ از محل بازدید کرد و خزانه‌داری سلطنتی را به فروش پنجره‌های کاخ به منظور تأمین هزینه‌های حکومت محکوم کرد. در نهایت این ساختمان در سال ۱۸۰۶، توسط شهرداری دولت مکزیکوسیتی خریداری شد.

## استقلال

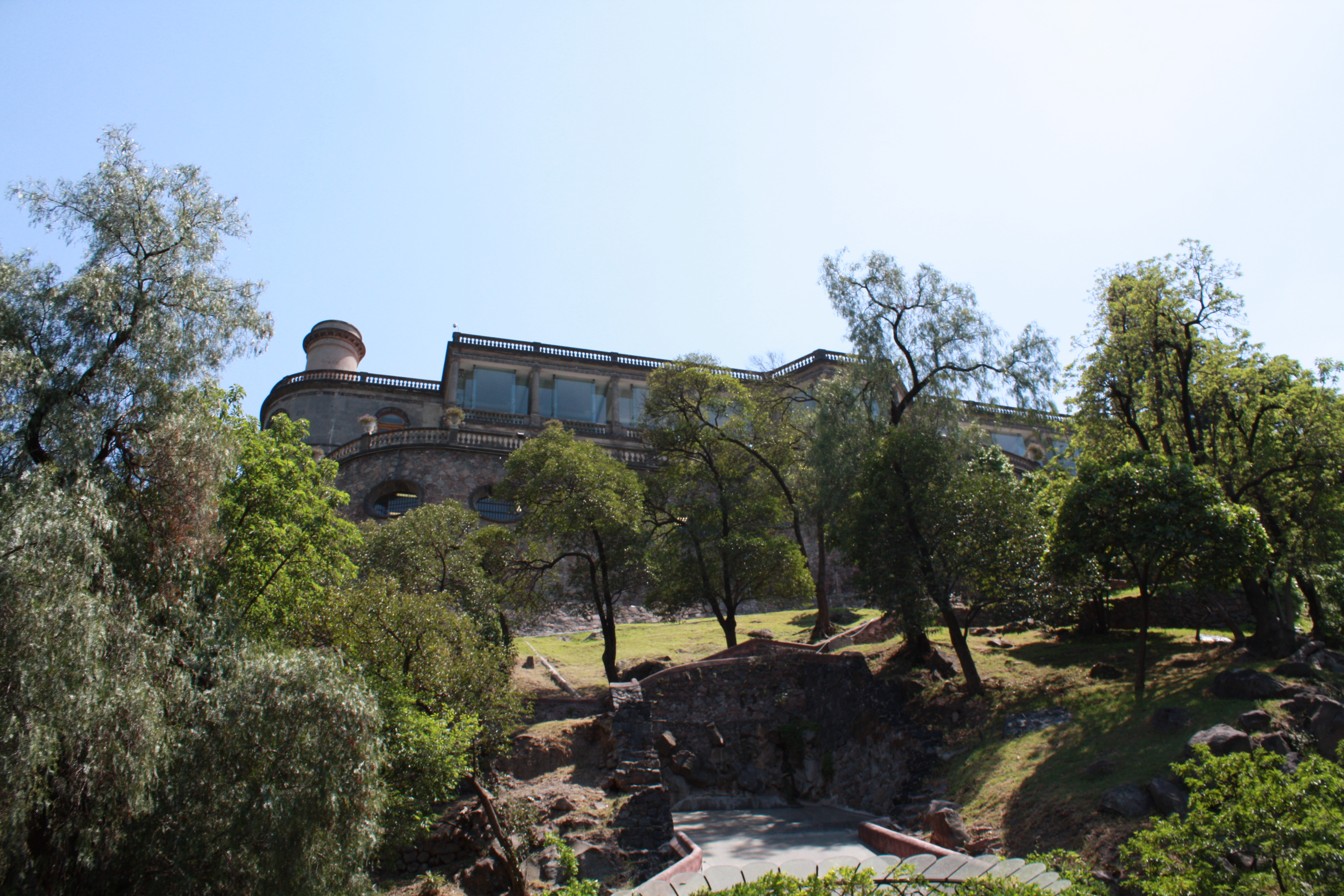
قلعه چپولتپکCastillo de Chapultepec

قلعه چپوتلپک در طول جنگ استقلال مکزیک (۱۸۱۰–۱۸۲۱) و سال‌های بعد تا ۱۸۳۳ متروکه شد. سپس در آن سال دستور داده شد که از این قلعه به عنوان آکادمی نظامی استفاده شود. به دنبال این تصمیم یک سری اصلاحات ساختاری باید انجام می‌شد که ساخت برج دیده‌بانی با نام «کابالرو» از آن جمله بود.
در ۱۳ سپتامبر ۱۸۴۷، در جنگ چپوتلپک، میان ایالات متحده آمریکا و مکزیک، کودکان قهرمان در دفاع از این قلعه جان باختند، تصاویر این کودکان قهرمان با غرور و افتخار سقف ورودی اصلی این کاخ را مزین کرده‌است.

## امپراتوری دوم مکزیک

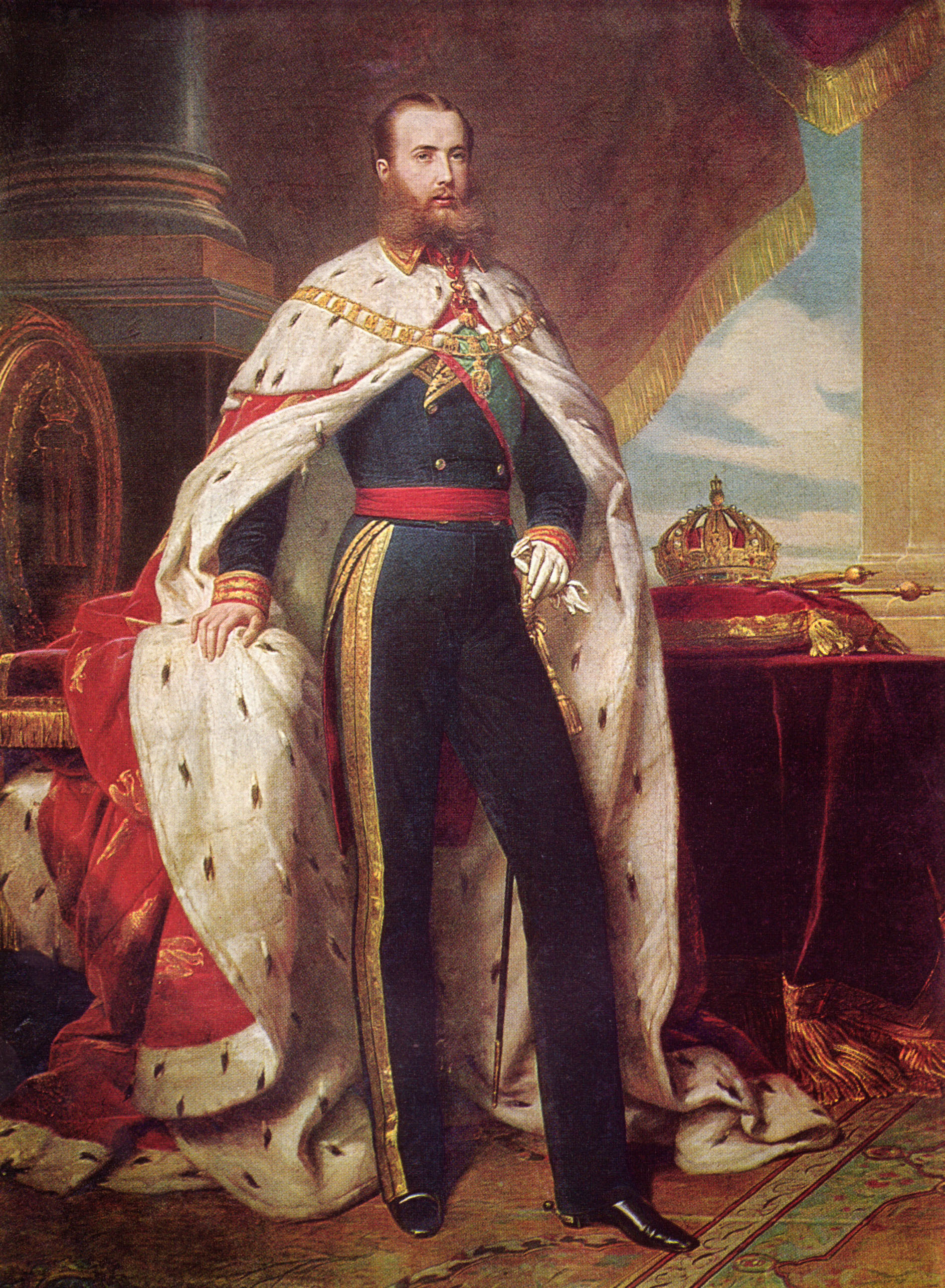
تصویر ماکسیمیلیان امپراتور مکزیک که توسط نقاش آلمانی به نام Winterhalter در سال ۱۸۶۴ کشیده شده‌است.

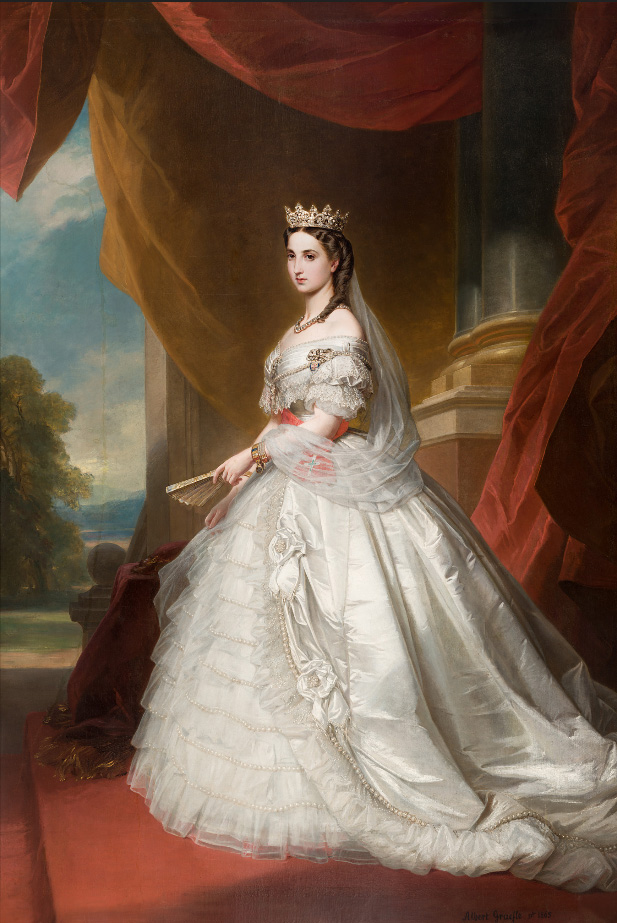
ملکه کارلوتا در قلعه چپولتپک

امپراتور ماکسیمیلیان اول، این قلعه را برای نشستن بر تخت امپراتوری انتخاب کرد و به همراه همسرش کارلوتا در آنجا ساکن شد. امپراتور چندین معمار اروپایی و مکزیکی از جمله جولیوس هوفمن، کارل گانگولف کایزر، کارلوس شوفر، الوتروری مندز و رامون کروز آرانگو را استخدام کرد تا با طراحی و اجرای چندین پروژه به سبک نئوکلاسیک کاخ را بیشتر قابل سکونت کند.
وی همچنین یک گیاه‌شناس اتریشی-رومانیایی به نام ویلهلم Knechtel را به منظور ایجاد یک باغ در پشت بام قلعه به کار گرفت. علاوه بر این امپراتور تمام وسایل و مبلمان کاخ را از اروپا خریداری کرد.

در این زمان، قلعه هنوز در حومه شهر مکزیکوسیتی قرار داشت. ماکسیمیلیان دستور ساخت یک بلوار مستقیم (که از بلوارهای بزرگ اروپایی مانند شانزه‌لیزه در پاریس الگوبرداری شده‌بود)، از محل اقامت امپراتوری به مرکز شهر را صادر کرد و آن را به نام ملکه نام‌گذاری کرد.

## استفاده‌های عمومی
- در سال ۱۹۹۶ قلعه به عنوان محل فیلمبرداری فیلم رومئو و ژولیت (اثر معروف شکسپیر) انتخاب شد. این فیلم با بازی لئوناردو دی کاپریو و کلر دینز نامزد دریافت جایزه اسکار شد. بسیاری از مناظر و بخش‌های مختلف این قلعه در فیلم قابل مشاهده است.[۷]
- در سال ۱۹۵۴ در فیلم جنگی آمریکایی ورا کروز، با درخشش گری کوپر و برت لنکستر، چپولتپک با طراحی و دکوراسیون بی‌نظیری به تصویر کشیده شد.
- در سال ۲۰۰۶ در بازی Ghost Recon: Advanced Warfighter، در یکی از مراحل بازی از تصاویر این قلعه الگوبرداری شد.
- چپولتپک به عنوان یک مدل و الگوی معماری برای طراحی ساختمان‌هایی در بروکلین و ایالات متحده آمریکا مورد استفاده قرار گرفت.[۸]